# Дебелець (Варненська область)
Дебеле́ць (болг. Дебелец) — село у Варненській області Болгарії. Входить до складу общини Дилгопол.

## Населення
За даними перепису населення 2011 року у селі проживали 0 осіб.
Динаміка населення: